# Kajan går till sjöss
Kajan går till sjöss är en svensk komedifilm från 1943 i regi av Rolf Husberg. I huvudrollerna ses Kaj Hjelm, Britt Hagman och John Botvid.

## Handling
Kajan och ett gäng av hans kompisar får under ett sommarlov följa med en gammal skeppare på dennes skuta. 

## Om filmen
Filmen hade premiär den 26 december 1943. Den spelades in i Sandrewateljéerna, på Riddarholmen med fler platser i Stockholm, samt i Strängnäs och Västerås. Den har visats som matiné vid flera tillfällen på SVT, bland annat i januari 2020.

## Rollista i urval
- John Botvid – Skutpelle, kapten på skutan Eleonore
- Georg Funkquist – greve Karl-Gustaf Ekenhjelm på Ekeberga slott
- Marianne Löfgren – grevinnan Ekenhjelm, hans hustru
- Mimi Pollak – fröken Lidegren, guvernanten
- Kaj Hjelm – Kajan Andersson
- Britt Hagman – Anne-Cathrine Ekenhjelm, kallad Ankan, dotter till greven och grevinnan på Ekeberga
- Göte Wilhelmson – Göte
- Åke Hylén – "Gurra"
- Sten Sköld – Svenne, "Semlan"
- Hans Lindgren – Olle
- Terje Valenkamph – Ärtan
- John Elfström – Karlsson, Skutpelles gast
- Ruth Weijden – barnvakten hemma hos Kajan
- Axel Högel – hamnfunktionären
- Brita Borg – en flicka i revygänget